# یورگن اولکه
یورگن اولکه (انگلیسی: Jürgen Oelke؛ زادهٔ ۲۵ نوامبر ۱۹۴۰) قایقران روئینگ اهل آلمان بود.
وی در مسابقات کشوری و بین‌المللی در مجموع برندهٔ ۳ مدال طلا، ۲ مدال نقره شده‌است.